# August Jakobson
Pour les articles homonymes, voir Jakobson.
August Jakobson, né le 2 septembre 1904 à Pärnu et mort le 23 mai 1963 à Tallinn, est un écrivain et homme politique estonien. 

## Biographie
Né le 2 septembre 1904, dans une famille d'un ouvrier d'usine, August Jakobson étudie au gymnase et gagne de l'argent pour ses études en travaillant à l'extraction de la tourbe, au port, dans les entrepôts de bois. Dans la dernière classe du gymnase, en 1925, il écrit son premier roman Le Faubourg de pauvres pécheurs, riche en matériel autobiographique. Le livre est publié en 1927. Il poursuit ses études à l'Université de Tartu,où il étudie l'économie politique, puis la médecine.
Au début de son parcours littéraire, avant l'occupation de l'Estonie par l'URSS, Jacobson écrit plusieurs romans, de nombreuses nouvelles et récits de la vie des ouvriers, des intellectuels et des bourgeois estoniens, critiquant vivement le système bourgeois.
L'établissement du pouvoir soviétique en Estonie lui fait adopter le réalisme socialiste. À partir de 1940, il travaille dans la rédaction du journal Kommunist et est en même temps rédacteur en chef de la maison d'édition Littérature et Art de la RSS d'Estonie. Membre du PCUS depuis 1942. 
Sa pièce La vie à la citadelle (1946) montre la croissance idéologique de l'intelligentsia estonienne. La pièce Combattre sans la ligne de front (1947) décrit la lutte du prolétariat estonien dans les années vingt du XXe siècle. La Rouille (1947) est consacrée à la lutte contre les habitudes bourgeoises dans l’esprit des gens. La pièce Notre vie (1948) décrit la lutte des classes dans la campagne estonienne, qui s’est engagée sur la voie de la collectivisation. La même année, la pièce Deux camps confronte deux visions du monde, communiste et bourgeoise, pro-fasciste, chez l'intelligentsia estonienne. La pièce Le Constructeur (1949) parle de la reconstruction de l'économie après la guerre.
Membre du comité de censure soviétique et stalinien convaincu, il dirigea l'Union des écrivains estoniens (Eesti Kirjanike Liit) de 1939 à 1940 puis de 1944 à 1946.
Reconnu par la pouvoir soviétique, il reçoit deux prix Staline, en 1947 pour La vie à la citadelle (1946), et en 1948, pour la pièce Combattre sans la ligne de front (1947). On le décore également de l'ordre de Lénine (1954) et de l'ordre du Drapeau rouge du Travail (1956).  
En 1946-1951, il est membre du bureau du Comité central du parti communiste d'Estonie.
Il fut président du Soviet suprême de la RSS d'Estonie de 1950 à 1958.
En 1950-1954, il est président du conseil d’administration de l'Union des écrivains estoniens.
À partir de 1941, il est député du Soviet suprême de l'Union soviétique.
Il meurt le 23 mai 1963 à Tallinn et sera inhumé au cimetière boisé de Tallinn.

## Œuvres

### Romans
- Vaeste-Patuste alev (1927)
- Tuhkur hobune (1928–1933)
- Kolme vaeva tee (1930)
- Andruksonide suguvõsa (1931–1934)
- Vana kaardivägi (1935)
- Metsalise rada (1936)
- Uus inimene (1938)
- Igavesed eestlased (1937–1940)

### Nouvelles
- Joonatan Hingemaa eksirännakud (1930)
- Kotkapoeg (1932)
- Reisijad lõppjaamas (1934)
- Reamees Mattias (1935)
- Üksiklased (1935)
- Esimesed meheteod (1936)
- Mälestusi laulvast kuldnokast (1939)

### Pièces de théâtre
- Viirastused (1939)
- Elu tsitadellis (1946)
- Võitlus rindejooneta (1947)
- Rooste (1948)
- Kaks leeri (1948)
- Meie elu (1949)
- Öö ja päeva piiril (1950)
- Šaakalid (1952)
- Kaitseingel Nebraskast (1953)
- Surmemine (1953)
- Vana tamm (1955)

### Proses
- Tules ja veres (1942)
- Hiiglaste tee (1944)
- Sadam udu taga (1945)
- Aovalgus (1946)
- Tulikuum päev (1949)
- Kasvutung (1949)

## Prix et récompenses
- Écrivain honoré de la RSS d'Estonie, 1945
- Écrivain du peuple de la RSS d'Estonie, 1947
- prix Staline, 1947, pour la pièce La vie à la citadelle (1946)
- prix Staline, 1948, pour la pièce Combattre sans la ligne de front (1947)